# 사울로마과
사울로마과(Saulomataceae)는 기름종이이끼목에 속하는 이끼과의 하나이다. 누운끈이끼과 또는 기름종이이끼과로 분류하기도 한다.

## 하위 속
- Ancistrodes - 누운끈이끼과로 분류하기도 함.
- Sauloma - 기름종이이끼과로 분류하기도 함.
- Vesiculariopsis - 기름종이이끼과로 분류하기도 함.